# République d'Ezo
Pour les articles homonymes, voir Ezo.
 (juin 2009).
Si vous disposez d'ouvrages ou d'articles de référence ou si vous connaissez des sites web de qualité traitant du thème abordé ici, merci de compléter l'article en donnant les références utiles à sa vérifiabilité et en les liant à la section « Notes et références ».
1868–1869
Entités précédentes :
- Shogunat Tokugawa

Entités suivantes :
- Hokkaidō (empire du Japon)

La république d’Ezo (蝦夷共和国, Ezo Kyōwakoku), dite république indépendante d’Ezo, est un État sécessionniste éphémère qui a existé au Japon au XIXe siècle.

## Histoire
Après leur défaite à la guerre de Boshin, les troupes shogunales conduites par l'amiral Enomoto Takeaki prennent la fuite et s'installent sur l'île de Hokkaidō (Ezo). Ils sont plusieurs milliers de soldats et sont accompagnés par l'officier français Jules Brunet, ancien membre de la mission française chargée d'aider à moderniser l'armée du shogun. Ils fondent officiellement la république d'Ezo le 25 décembre 1868.
Pendant l'hiver qui suit, une fortification des défenses du sud de la péninsule de Hakodate a lieu. Le système de défense est verrouillé par la forteresse Goryōkaku et par le Benten Daiba.
De son côté, l'armée impériale japonaise consolide sa position au nord de l'île de Honshū et amène sept mille hommes de plus pour se préparer au combat. Les forces impériales progressent vite vers Ezo, gagnent la bataille de la baie de Hakodate et encerclent ensuite la forteresse Goryōkaku. Enomoto Takeaki décide alors de se rendre le 30 juin 1869.
Enomoto est fait prisonnier ; libéré en 1872, il deviendra ambassadeur dans l'Empire russe.

## Forces armées
Les troupes sont organisées sous commandement franco-japonais. Les deux commandants sont Jules Brunet et Keisuke Ōtori. Les troupes ont été divisées en quatre brigades, commandées chacune par un officier français (Fortant, Marlin, Bouffier, Cazeneuve). Les quatre brigades sont divisées en huit demi-brigades toutes commandées par un officier japonais.

## Fonctionnement et symboles
Le 25 décembre 1868, la république d’Ezo est fondée sur le modèle constitutionnel américain. Son territoire comprend l'île de Hokkaidō (Ezo), sa capitale est la ville de Hakodate et la forteresse de Goryōkaku. Enomoto Takeaki est élu sōsai (en), c’est-à-dire président de la République et chef de guerre (sōsai est le plus haut grade dans les arts martiaux japonais). Matsudaira Tarō prend lui le grade de vice-président (fuku sōsai) de cette république et s'occupe des questions de politique étrangère. Hijikata Toshizō a lui obtenu le poste de ministre des Armées.

### Composition du gouvernement
| Président                          | Enomoto Takeaki     |
| Vice-président                     | Matsudaira Tarō     |
| Ministre de la Marine              | Arai Ikunosuke      |
| Ministre des Armées                | Ōtori Keisuke       |
| Ministre des Armées assistant      | Hijikata Toshizō    |
| Magistrat de Hakodate              | Nagai Naoyuki       |
| Assistant du magistrat de Hakodate | Nakajima Saburōsuke |
| Magistrat d'Esashi                 | Matsuoka Shirōjirō  |
| Assistant du magistrat d'Esashi    | Kosugi Masanoshin   |
| Magistrat de Matsumae              | Hitomi Katsutarō    |
| Ministre des Finances              | Enomoto Michiaki    |
| Commandant des navires de guerre   | Kōga Gengo          |
| Commandant de l'infanterie         | Furuya Sakuzaemon   |

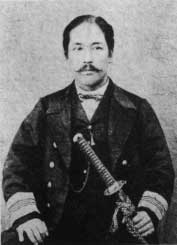
Enomoto Takeaki, président.
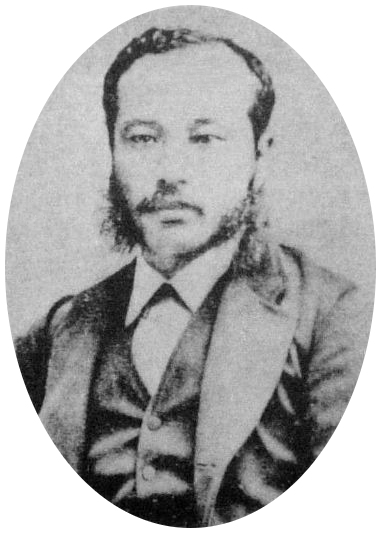
Ōtori Keisuke, commandant en chef.
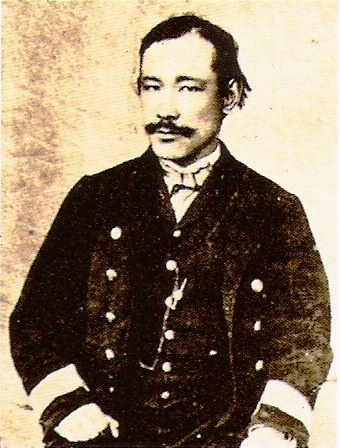
Arai Ikunosuke, commandant de la marine.
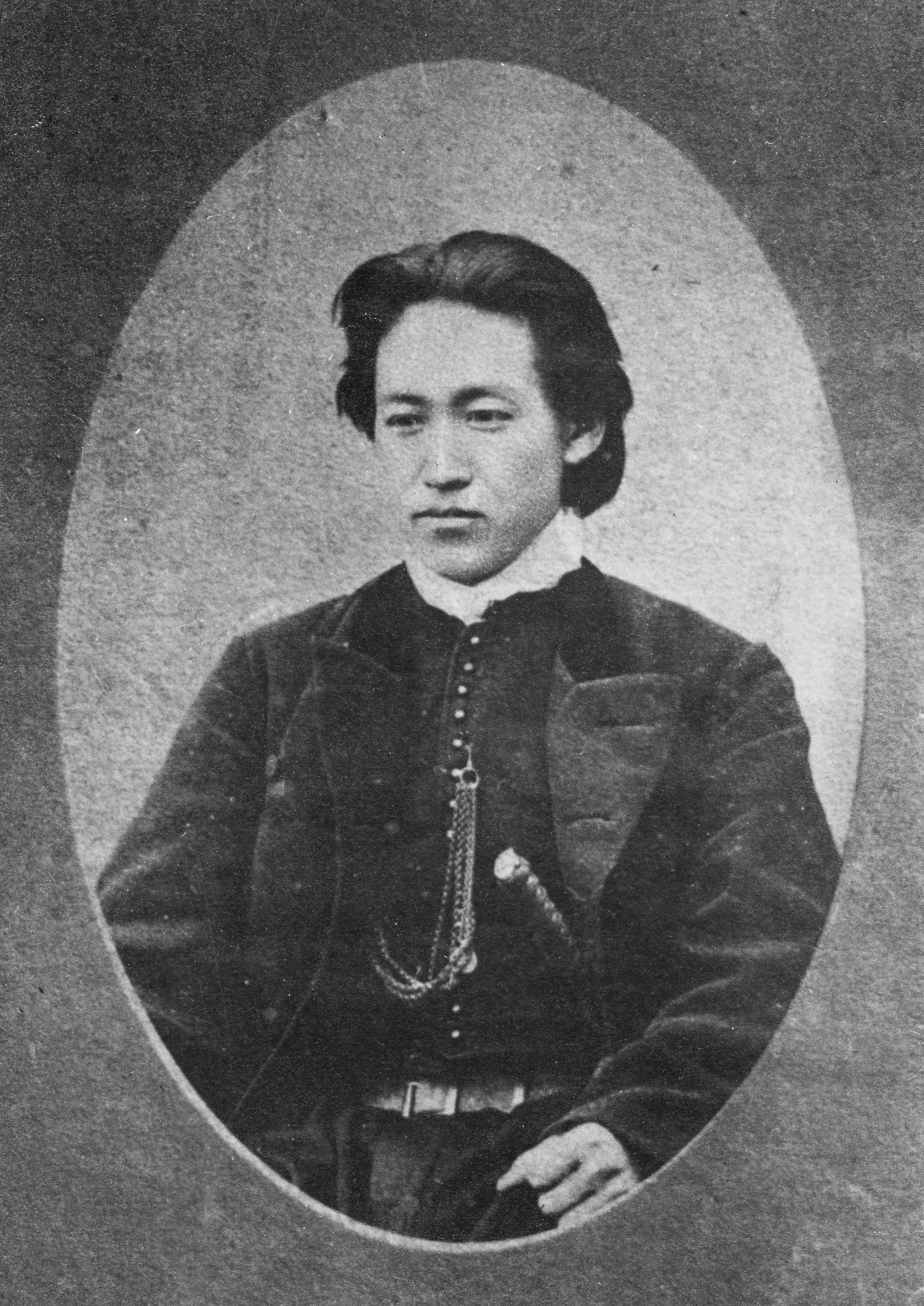
Hijikata Toshizo, commandant des Shinsengumi.
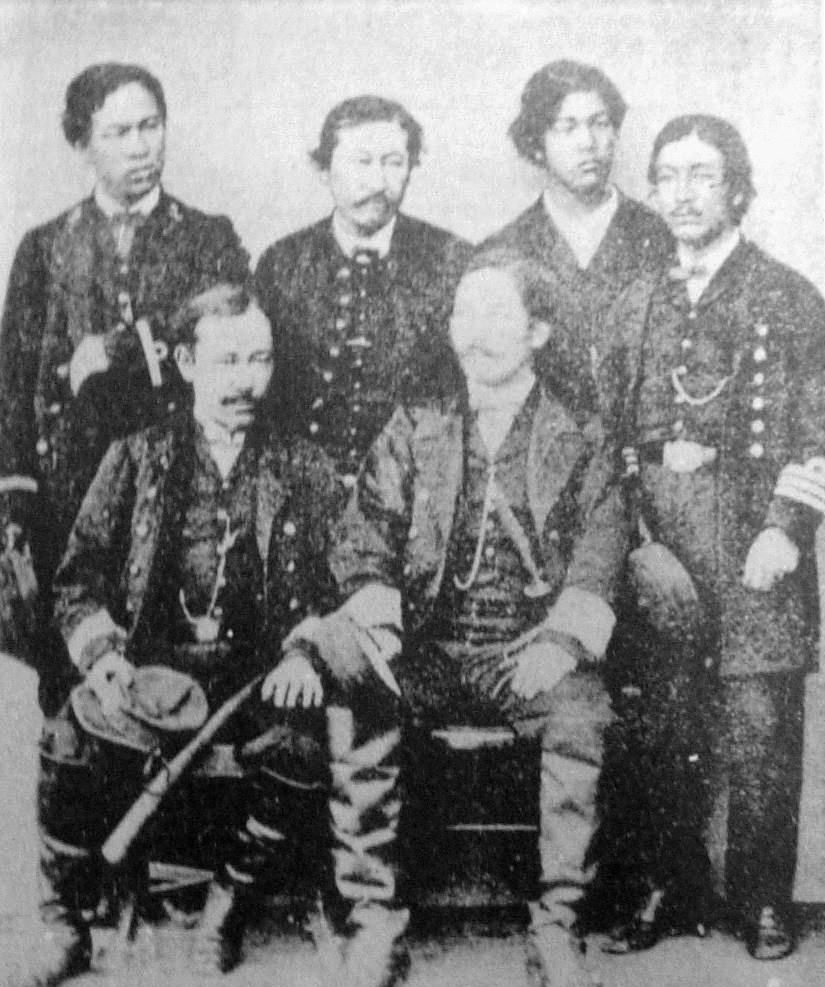
Membres de la république d'Ezo (1869).
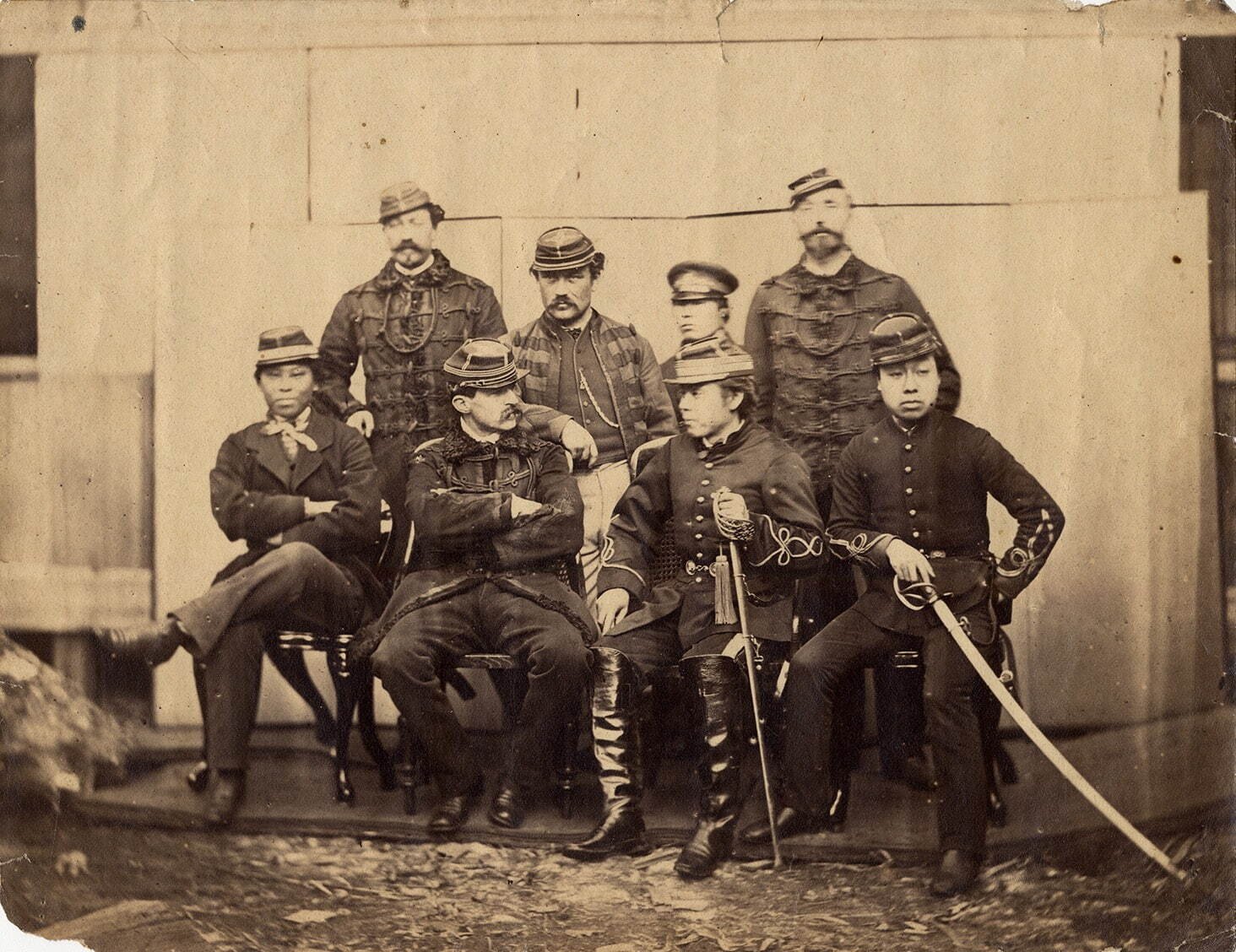
Militaires français et japonais de la république d'Ezo, 1869.